# Craugastor saltator
Craugastor saltator es una especie de anfibio anuro de la familia Craugastoridae.

## Distribución geográfica
Esta especie es endémica del estado de Guerrero en México. Habita entre los 1500 y 3420 metros sobre el nivel del mar.

## Publicación original
- Taylor, 1941 : Some Mexican frogs. Proceedings of the Biological Society of Washington, vol. 54, p. 87-94[5]